# Thun Tigers 2021
Questa voce raccoglie le informazioni riguardanti i Thun Tigers nelle competizioni ufficiali della stagione 2021.

## Lega B 2021

### Stagione regolare
| Thun 22 agosto 2021, ore 14:00 2ª giornata | Thun Tigers | 28 – 19 | Bienna Jets | Stadion Lachen |

| Thun 29 agosto 2021, ore 14:00 3ª giornata | Thun Tigers | 49 – 0 | Geneva Whoppers | Stadion Lachen |

| Friburgo 5 settembre 2021, ore 14:00 4ª giornata | Fribourg Cardinals | 0 – 55 | Thun Tigers | Stade du Guintzet |

| Bienne 11 settembre 2021, ore 14:00 5ª giornata | Bienna Jets | 6 – 49 | Thun Tigers | Sportplatz Mettmoos |

| Plan-les-Ouates 19 settembre 2021, ore 14:00 6ª giornata | Geneva Whoppers | 7 – 55 | Thun Tigers | Centre sportif des Cherpines |

| Thun 26 settembre 2021, ore 14:00 7ª giornata | Thun Tigers | 56 – 6 | Fribourg Cardinals | Stadion Lachen |

### Playoff
| 9 ottobre 2021 Quarti di finale | Thun Tigers | 56 – 0 | Lugano Rebels |  |

| 16 ottobre 2021 Semifinale | Thun Tigers | 55 – 7 | Luzern Lions |  |

| 23 ottobre 2021 Finale | Thun Tigers | 20 – 14 | Bienna Jets | (500 spett.) |

## Statistiche di squadra
| Competizione      | %Vittorie | In casa | In casa | In casa | In casa | In casa | In casa | In trasferta | In trasferta | In trasferta | In trasferta | In trasferta | In trasferta | Totale | Totale | Totale | Totale | Totale | Totale |
| Competizione      | %Vittorie | G       | V       | N       | P       | Pf      | Ps      | G            | V            | N            | P            | Pf           | Ps           | G      | V      | N      | P      | Pf     | Ps     |
| ----------------- | --------- | ------- | ------- | ------- | ------- | ------- | ------- | ------------ | ------------ | ------------ | ------------ | ------------ | ------------ | ------ | ------ | ------ | ------ | ------ | ------ |
| Stagione regolare | 1.000     | 3       | 3       | 0       | 0       | 133     | 25      | 3            | 3            | 0            | 0            | 159          | 13           | 6      | 6      | 0      | 0      | 292    | 38     |
| Playoff           | 1.000     | 3       | 3       | 0       | 0       | 131     | 21      | 0            | 0            | 0            | 0            | 0            | 0            | 3      | 3      | 0      | 0      | 131    | 21     |
| Totale            | 1.000     | 6       | 6       | 0       | 0       | 264     | 46      | 3            | 3            | 0            | 0            | 159          | 13           | 9      | 9      | 0      | 0      | 423    | 59     |